# 포노비사 레코드
포노비사 레코드(Fonovisa Records)는 주로 라틴계열 음악을 취급하는 음반사이다. 현재는 유니버설 뮤직 라틴 엔터테인먼트 산하에 있다. 본사는 로스앤젤레스의 우들랜드힐스에 위치해 있다.

## 아티스트
- 후안 가브리엘
- 제니 리베라

## 과거의 아티스트
- 아나이
- 엔리케 이글레시아스
- 루세로
- 탈리아 (가수)